# Fulford, North Yorkshire
Fulford är en ort och civil parish i Storbritannien.   Den ligger i kommunen City of York och riksdelen England, i den centrala delen av landet, 280 km norr om huvudstaden London. Fulford ligger 12 meter över havet och antalet invånare är 2 595.
Terrängen runt Fulford är mycket platt. Runt Fulford är det ganska tätbefolkat, med 120 invånare per kvadratkilometer. Närmaste större samhälle är York, 2,9 km norr om Fulford. Trakten runt Fulford består till största delen av jordbruksmark.